# Lauro Ortega Martínez
Lauro Ortega Martínez (Ciudad de México, 8 de junio de 1910 - Xochitepec, Morelos; 22 de julio de 1999) fue un médico cirujano y político mexicano, miembro del Partido Revolucionario Institucional. Fue gobernador del estado de Morelos entre 1982 y 1988.

## Reseña biográfica

### Nacimiento e infancia
Lauro Ortega Martínez nació el 8 de junio de 1910, hijo de una Maestra rural y padre revolucionario. Fue el segundo de cuatro hijos. Se vuelve cabeza de familia a temprana edad, costeando sus estudios de Medicina vendiendo leche. Hijo de Paulino Ortega y Ana María Martínez 

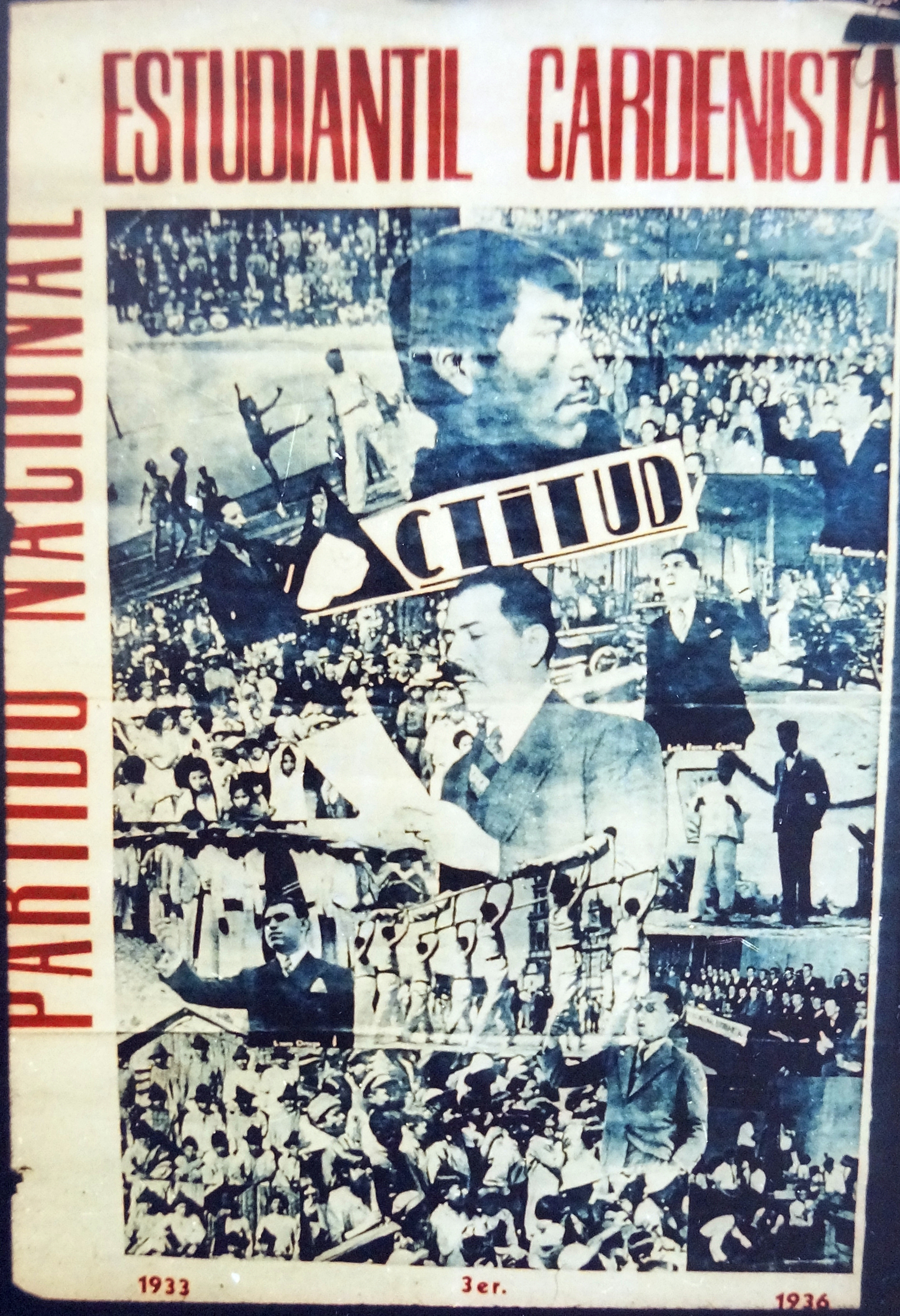
Lauro Ortega Martínez como líder juvenil de los estudiantes en el Partido Nacional Estudiantil Cardenista 1933-1936 (parte inferior izquierda del cartel)

### Comienzos
Obtuvo el título de Médico cirujano en la Escuela de medicina de la Universidad Nacional Autónoma de México en el año de (1935), fue profesor de Ciencias Biológicas, Anatomía, Fisiología, Zoología y Biología de las Escuelas Secundarias de la Secretaría de Educación.
Jefe del Departamento de Psicopedagogía y Médico Escolar de la Secretaría de Educación (1935)
Fundador del Instituto Nacional de Psicopedagogía. 

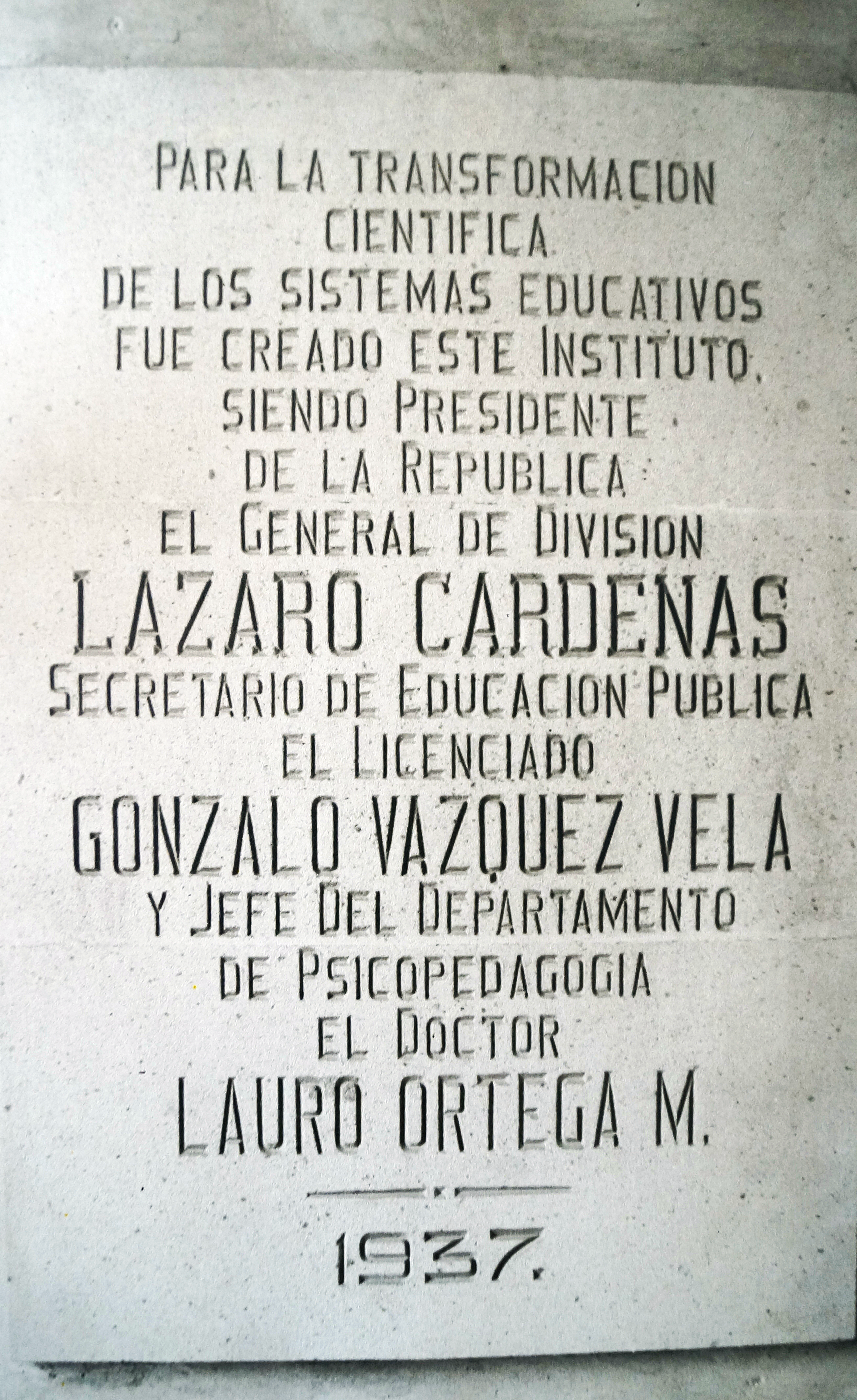
Placa alusiva sobre la creación del Instituto Nacional de Psicopedagogía

Oficial Mayor de la Secretaría de Asistencia Social en el sexenio de Lázaro Cárdenas del Río (1939), Tesorero del Distrito Federal (1940), Director de la Comisión México-Americana para la erradicación de Fiebre Aftosa. Subsecretario de Ganadería (1952). Vocal Ejecutivo de la Comisión del Valle del Yaqui.

### Cargos políticos del Dr Lauro Ortega Martínez
Secretario de la Sociedad de Alumnos de la Escuela de Medicina de la UNAM.
Fundador del Partido Nacional Estudiantil Cardenista y Presidente del mismo.
Fundador y Secretario General de las Juventudes Socialistas Unificadas de México.
Secretario de Acción Popular en Partido de la Revolución Mexicana.
Secretario General de la Federación de la Organización Popular del Distrito Federal.
Fundador de la Confederación Nacional de Organizaciones Populares CNOP.
Diputado federal en la XL Legislatura (1946-1949)
Coordinador de la Campaña Electoral del Lic Gustavo Díaz Ordaz Para Presidente de México.
Secretario General del Comité Ejecutivo del Partido Revolucionario Institucional (1964).
Presidente del Comité Ejecutivo Nacional del PRI (1965-1967)
Diputado al Congreso al Congreso de la Unión por el IV Distrito Electoral de Morelos. Gobernador del Estado de Morelos (1982-1988) Asesor de los Presidentes José López Portillo, Miguel de la Madrid y Carlos Salinas de Gortari.

## Gobernador de Morelos

### Inicios
Su campaña electoral inició el 8 de noviembre de 1981 en la zona económicamente más desprotegida y carente de todo como es el Municipio de Tlaquiltenango referente a sus comunidades. Ganó la elección por un amplio margen en cada una de las 525 casillas de votación obteniendo el 80% y es electo Gobernador del Estado de Morelos para el periodo 1982-1988.

### Características y principales rubros del Gobierno de Lauro Ortega
Su Gobierno se centró en el Fortalecimiento Municipal en sus áreas de infraestructura, economía, salud, centros recreativos, programas populares y de asistencia social, unidades deportivas, auditorios, servicio público de transporte, parques, expropiación de inmuebles para la creación de museos, centros culturales, teatros, jardines públicos, balnearios, monumentos históricos. Creación de radiodifusoras, mercados, imagen urbana, aeropuerto, viveros, fomento a fábricas, fomento al empleo, fomento a la productividad, reservas ecológicas y programas sociales. Implementa por vez primera a Nivel Nacional las Urnas Transparentes en la vida Democrática de México, dicho programa posteriormente es implementado a nivel nacional.

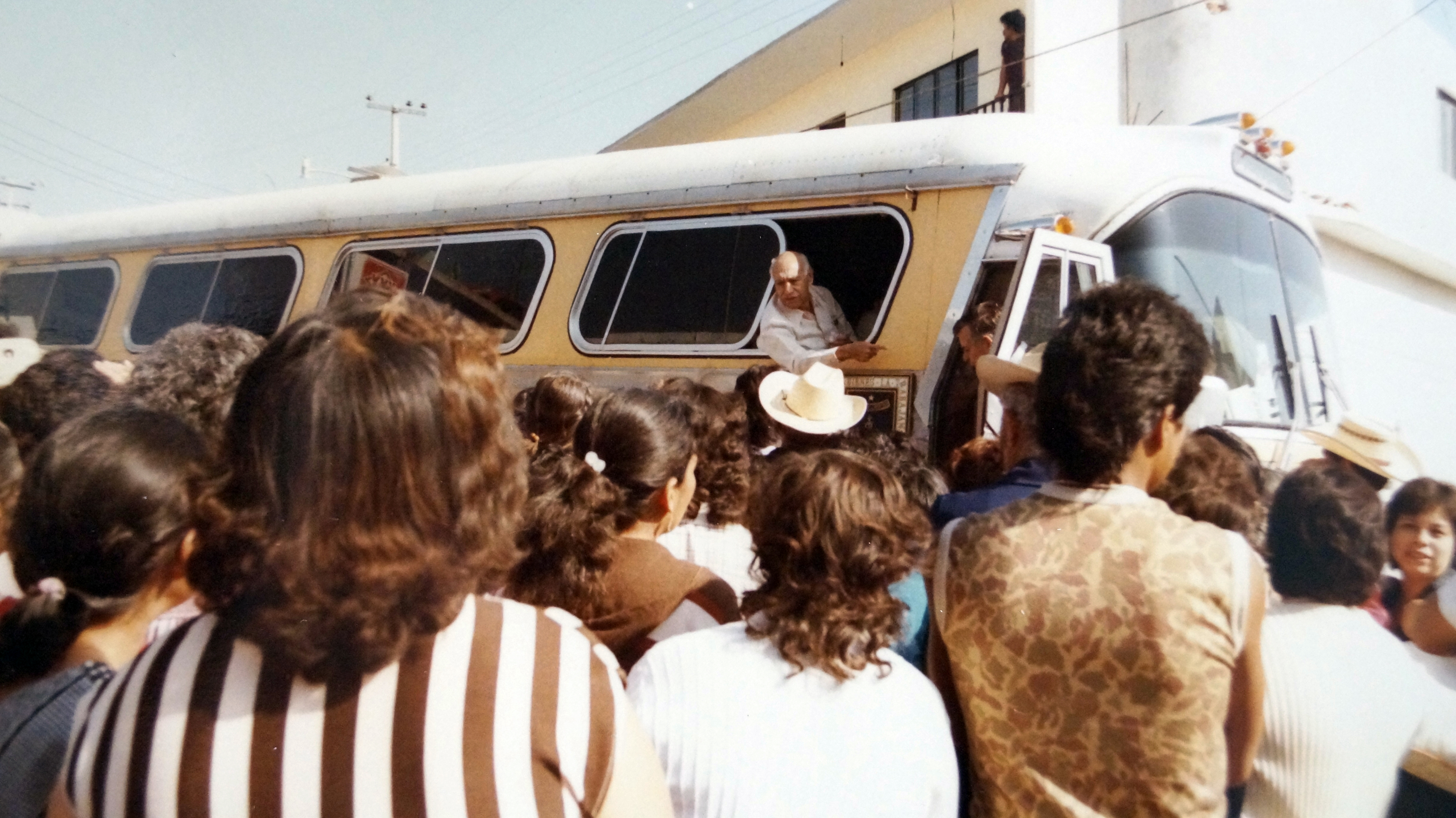
Lauro Ortega Martínez como Gobernador de Morelos en gira por los Municipios supervisando y dando audiencia desde el autobús que le transportaba a la ciudadanía.

### Programas Sociales y Empleo
- Programa Bolillo Popular

Diseñado para mejorar la alimentación y mantener el precio de la telera o bolillo. Se crearon panaderías así como los presos producían pan y posteriormente el Gobierno lo distribuyera a todo el Estado. Se produjeron al año más de 45 millones de teleras que sirvieron a la población abierta de Morelos.
- Programa de Frutas y Legumbres

Se crean canastas de frutas y legumbres que contenían vegetales frutas y verduras a un precio simbólico y se distribuyen en todo el Estado de Morelos. 
- Programa de Sorgo y Amaranto

La preocupación por la alimentación del pueblo de Morelos logra que el Gobernador iniciara el programa único a nivel Nacional denominado "Programa de Amaranto" logrando que a cada niño de edad escolar se garantizara su mejora alimentaria de alta calidad nutricional con inversión local.
- Programa de Leche Barata

Se distribuyó más de 5000 litros de leche por día que se puso a disposición de la población más vulnerable del Estado de Morelos.
- Programa de Maíz - Tortilla

Se produjo tortilla a precio de costo y así se vendía a la población abierta. Se dio a las comunidades más necesitadas molinos que fueron más de 118 Molinos Nixtamaleros.
- Programas de Paquetes Escolares

El Gobierno Estatal creó paquetes escolares poniéndolos a la venta a un precio simbólico.
- Programa del Tianguis del Pueblo

Se crea en camiones de carga el tianguis del pueblo con bolsas de productos hortofructícolas y abarrotes en varias rutas por el Estado de Morelos logrando el ahorro de las familias de un 20% a un 40% de descuentos en consumo familiar.
- Programa del Tianguis Viajero

Se hacen con auto transportación de agricultores y fruticulturas en rutas por el Estado de Morelos ofreciendo sus productos a la población abiertamente sin intermediarios. 
- Programa de la Mujer Campesina.

Programa piloto único a nivel Nacional
- Programa Piscícola de Tilapia y Langostino

Se construyeron estanques piscícolas mejorando la calidad alimentaria del Estado de Morelos produciendo esto una fuente de empleo y conservación de la tierra.
- Programa de Oferta del Día

Consiguiendo los excedentes de la producción Estatal se busca comprar y vender directamente a la población abierta, con esto se buscaba el no desperdicio de alimentación y evitando la pérdida del campesino o productor para vender sus cosechas.
- Programa Cilindro de Gas

El Gobierno del Estado compró tanques de gas y los revendió a precio de costo para mejorar el precio y obligar a las empresas a bajar sus costos del tanque de gas a la población abierta.
- Programa de Piloncillo Barato

Se logró poner a la venta de productor a consumidor el piloncillo.

### Principales obras en Cultura
- Teatro de la Ciudad (Cine Morelos).
- Teatro Ocampo.
- El Jardín Borda.
- El Jardín Revolución (Unidad Deportiva Revolución)
- Instituto de Investigaciones Históricas y Asuntos Culturales de Morelos.
- Hemeroteca del Estado de Morelos.
- Casa de Don José María Morelos en Cuautla.
- Museo Fotográfico del Castillo de Cuernavaca.
- Museo Mariano Matamoros y Convento.
- Convento de Tlayacapan y Museo de las Momias.
- Casa de la Ciencia de la UAEM.
- Centro Cultural Universitario de la UAEM.
- Banda de Música del Estado de Morelos.
- Coordinación de Bandas de Morelos.

### Comunicaciones
Crea el Sistema Morelense de Radio y Televisión. Lleva líneas telefónicas a los 400 pueblos dando el servicio de teléfono a las comunidades alejadas permitiendo integrarlas con la comunicación moderna.

### Turismo
- Creación de la Ruta de los Conventos de Morelos.
- Creación de la Ruta de Zapata.
- Crea turismo de aventura.
- Rehabilitación del Tren Escénico de Cuautla a Yecapixtla.
- Creación del Museo Mariano Matamoros de Jantetelco.
- Rehabilitación del Balneario Agua Hedionda en Cuautla.
- Museo de Momias en Tlayacapan.
- Centro de Turismo Ecológico Cruz Pintada en Tlaquiltenango.
- Remodelación y rescate del Jardín Borda.
- Remodelación del Parque Chapultepec.
- Embellecimiento de Cuernavaca y carreteras del Estado.

### Obras Públicas
- Programa de Alumbrado y Electrificación
- Paseo Cuauhnahuac
- Libramiento de Cuernavaca
- Cañón de Lobos
- Ampliación de 4 carriles de Yautepec a Cuautla
- Carretera de Xochimilco a Tlayacapan
- Paseo de Cuautla a Ciudad Ayala Anenecuilco
- Auditorio Teopanzolco
- Pavimentación de caminos de la zona Sur de Tlaquiltenango
- Aeropuerto Mariano Matamoros.
- Ampliación a 4 carriles de la carretera Alpuyeca-Jojutla
- Ampliación a 4 carriles de la carretera Xoxocotla a Tequesquitengo.

### Seguridad Pública
- Se crea la Policía Preventiva de Nueva Creación.
- Se crea la Policía Motorizada.
- Se crea la Policía Rural.
- Ante quejas de corrupción hay cese masivo de Policía Judicial.

### Transporte
- Reordenación y Creación de nuevas Rutas de Transporte en Morelos.

### Instituciones
- SMRyTV Sistema Morelense de Radio y Televisión.
- Programa de Flores FLORAMOR.
- ICTGEM Instituto de Crédito a los Trabajadores de Morelos
- CAPROMOR Casa Propia para los morelenses hoy INVIMOR.
- Aeropuerto Mariano Matamoros.
- URNAS TRANSPARENTES Institución que transcendió de Morelos al País.
- RUTAS DE TRANSPORTE DE MORELOS

## Muerte
El Dr Lauro Ortega Martínez falleció el 22 de julio de 1999 por un infarto a las 13:00 hrs en el Rancho La Joya en Xochitepec Morelos. Sus restos fueron velados en el salón Gobernadores y en la Catedral de Cuernavaca en donde actualmente reposan sus cenizas.

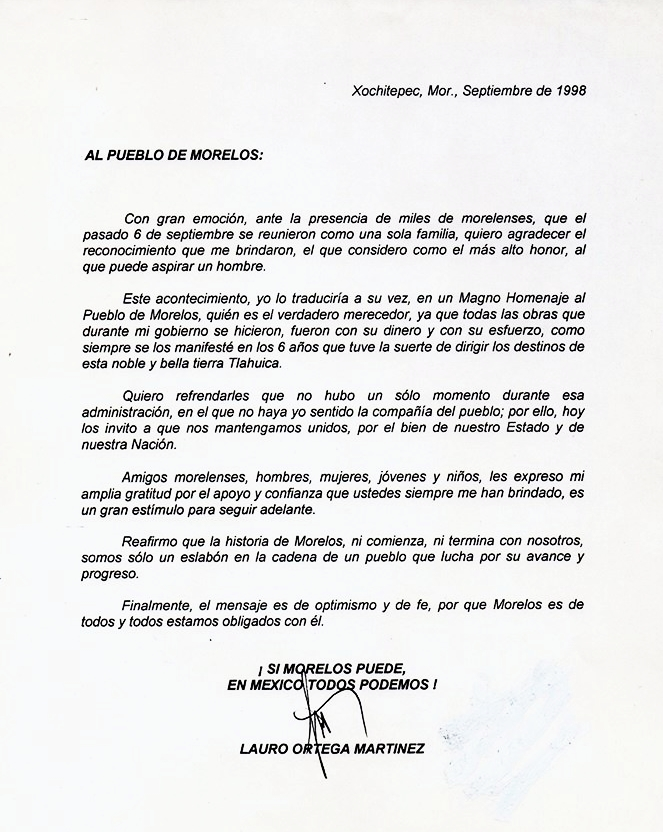
Carta de agradecimiento por el homenaje hacia su Gobierno dirigida al pueblo de Morelos redactada por Lauro Ortega Martínez en el año de 1998 donde refleja la mística de su Gobierno.

## Premios y reconocimientos
- Condecorado por el Gobierno de los Estados Unidos de Norte América en la erradicación de la fiebre Aftosa. (1938)